# Jacques Maire (homme politique)
Pour les articles homonymes, voir Maire (homonymie).
Ne doit pas être confondu avec Affaire Jacques Maire.
Jacques Maire, né le 4 avril 1962 à Enghien-les-Bains (Seine-et-Oise), est un diplomate, dirigeant d'entreprise et homme politique français.
Fils d'Edmond Maire, secrétaire général de la Confédération française démocratique du travail (CFDT) de 1971 à 1988, il est le premier président de Pour un syndicalisme autogestionnaire (PSA), syndicat étudiant proche de la CFDT. Dans les années 1990-2000, il occupe différents postes au sein de la haute administration, dont ceux de conseiller diplomatique, chargé des affaires européennes, auprès du Premier ministre Pierre Bérégovoy, et de directeur de cabinet de Dominique Voynet au ministère de l'Aménagement du territoire et de l'Environnement, ainsi que des postes de dirigeant chez Axa et Vigeo Eiris.
Membre du Parti socialiste puis de La République en marche, il exerce plusieurs mandats électifs en Bretagne dans les années 1990-2000. Il est député de la huitième circonscription des Hauts-de-Seine de 2017 à 2022.

## Origines et formation
Jacques Maire, né le 4 avril 1962, est le fils d'Edmond Maire et de Raymonde Le Goff.
Il obtient une maîtrise de sciences économiques de l'Université Paris-Dauphine (1980-1984), ainsi qu'un D.E.S.S. de Développement économique de l'Université Paris-Nanterre (1984-1985). Il est également diplômé de l'Institut d'études politiques de Paris (1986), et intègre l’École nationale d'administration (1988-1990, promotion Jean Monnet),.

## Parcours professionnel
Jacques Maire a passé la première partie de son activité professionnelle au sein de l'État. En 1992, Jacques Maire devient conseiller politique auprès de l'ambassadeur de France en Algérie,. Il est ensuite conseiller diplomatique, chargé des affaires européennes, auprès du Premier ministre Pierre Bérégovoy, à Matignon d'avril 1992 à mars 1993. En mai 1997, il est nommé directeur de cabinet de Dominique Voynet, ministre de l'Environnement et de l'Aménagement du Territoire. Enfin, entre janvier 1999 et octobre 2002, il se voit confier la direction des Affaires européennes et internationales au ministère du Travail, de la Santé et des Affaires Sociales,.
En novembre 2002, il décide de se tourner vers le secteur privé. Il rejoint le groupe assureur Axa, où il exerce différentes fonctions de management,, d'abord aux ressources humaines, avant de prendre en charge le développement international du groupe. Il conduit notamment la stratégie d'Axa en Europe, ainsi que dans la région méditerranéenne, au Proche-Orient et en Amérique latine. Il a été président-directeur général de la filiale d'Axa en Hongrie de 2009 à 2012,,.
Fin 2012, il rejoint le Quai d'Orsay comme directeur des entreprises et de l’économie internationale, avec pour mission de développer la stratégie économique de la France à l'étranger et de soutenir les entreprises françaises dans la conquête de nouveaux marchés. Son ministre de tutelle est Laurent Fabius,,,.
De retour dans le secteur privé en 2015, il est nommé directeur de la stratégie et du développement de Vigeo Eiris, agence internationale indépendante de recherche et services environnementaux, sociaux et de gouvernance. Il conduit une augmentation de capital de la société et négocie l'acquisition de son concurrent britannique EIRIS.
De janvier à juin 2017, Jacques Maire est ambassadeur thématique au ministère des Affaires étrangères, chargé de la reconstruction et du développement des pays en crise.
Il est nommé le 2 février 2023 Président de la Compagnie Française des Expositions (COFREX) et Commissaire Général pour la France de l’Exposition Universelle Osaka 2025 au Japon. Il avait participé auparavant comme directeur des entreprises au Ministère des Affaires Etrangères et comme député aux organes de gouvernance des pavillons français aux expositions universelles de Milan en 2015 et de Dubaï en 2020.

## Parcours politique

### Débuts
Jacques Maire doit une part de son engagement associatif à ses origines familiales. En effet, son père Edmond Maire a été secrétaire général de la CFDT,,.
Durant ses années universitaires, Jacques Maire fonde Pour un syndicalisme autogestionnaire (PSA), syndicat étudiant proche de la CFDT, au cours des années 1982 et 1983, au moment du mouvement contre la réforme Savary des universités de 1983. Il est le premier président de ce syndicat, qui a le soutien financier et militant de la CFDT.
Il exerce plusieurs mandats locaux dans le Finistère : conseiller municipal de Plabennec de 1995 à 2001,, vice-président de la Communauté urbaine de Brest de 2001 à 2008 et conseiller régional PS de Bretagne de 1998 à 2004.

### Député de la XVe législature

#### Élections législatives de 2017
Il rejoint En Marche ! en juin 2016 et est investi pour les élections législatives dans la 8e circonscription des Hauts-de-Seine,. Au premier tour, il arrive en tête avec 48,03 % des voix,, devant le candidat Les Républicains, Gilles Boyer, l'ex-directeur de campagne d'Alain Juppé et proche conseiller d'Édouard Philippe. Jacques Maire est élu au second tour avec 61,03 % des voix.

#### Activité législative
Il est membre de la Commission des Affaires étrangères de l’Assemblée nationale.
Fin 2017, Jacques Maire copilote, avec Matthieu Orphelin, un groupe de travail des députés LREM sur l'application de l'Accord économique et commercial global, dit CETA, qui formule une trentaine de propositions d'encadrement. Durant l'été 2019, il est rapporteur du projet de loi de ratification du CETA.
En juillet 2018, il est à l'origine, avec le président Tinni de l'Assemblée du Niger, d'une réunion des Présidents d'Assemblée sahéliens et organise le sommet interparlementaire de Paris du 13 décembre 2018, qui associe les présidents des parlements, des bailleurs de fonds et des forces de sécurité de la zone sahélienne. Le comité interparlementaire G5-Sahel est créé à l'issue de ce sommet.
Il est co-rapporteur, aux côtés d’Ugo Bernalicis (La France Insoumise), de la mission d’évaluation de la lutte contre la délinquance financière,. Les deux députés présentent leur rapport en mars 2019, dans lequel ils réclament notamment la hausse des effectifs du parquet national financier,. 
Il porte régulièrement le projet de réforme des retraites dans le débat public en soulignant notamment la nécessité d’un accord avec les partenaires sociaux réformistes sur le projet lui-même et sur une gouvernance partagée,. À l'Assemblée, il est rapporteur du Titre II du projet de loi portant sur les sujets suivants : carrière longue, cumul emploi-retraite, retraite progressive, pénibilité, catégories actives (policiers, douaniers…), militaires, régimes spéciaux. 
Lors de l’examen du projet de loi de finance rectificatif dans le contexte de la crise du Covid-19 no 2820, le 17 avril 2020, Jacques Maire, accompagné de 80 députés de la majorité dont Émilie Cariou et Lionel Causse, fait voter un amendement pour mettre sous surveillance le secteur des assurances,. Cet amendement demande un rapport très précis pour examiner l’évolution des comptes des assurances, risque par risque, avant le mois d’août 2020.
Jacques Maire est co-rapporteur avec la députée LR Michèle Tabarot d'une mission d'information sur le contrôle des exportations d'armement.

#### Positionnement au sein du groupe LREM
En septembre 2018, après la nomination de François de Rugy au gouvernement, il soutient la candidature de Barbara Pompili à la présidence de l'Assemblée nationale.
Impliqué comme animateur du Grand débat national au sein du groupe parlementaire La République en marche, il déclare alors qu'« un pack de ministres dépasse le groupe sur son aile droite », et appelle le groupe à se positionner comme garant de l’équilibre du projet de la majorité.
Accompagné des députés Hugues Renson et Barbara Pompili, Jacques Maire est à l’origine de l’association En commun. Se situant au sein du groupe La République en marche, cette association est composée de 56 députés, est ouverte aux citoyens et a pour objectif d’infléchir l’action de la majorité « dans le domaine des solidarités, de l’écologie, de la cohésion nationale et du renouveau des pratiques démocratiques ». Alors que le mouvement se constitue en parti durant l'automne 2020, il en est l'un des trois vice-présidents avec Barbara Pompili et Hugues Renson.

#### Assemblée parlementaire du Conseil de l'Europe (APCE)
Jacques Maire est membre de l’Assemblée parlementaire du Conseil de l’Europe depuis 2017,.
En janvier 2020, il est élu à la présidence du troisième groupe de cette assemblée, le groupe Alliance des Démocrates et Libéraux pour l’Europe (ADLE). Ce dernier comprend 96 députés de plus de 30 nationalités différentes,.
Il est également membre du bureau du parti ADLE.

#### Fin de mandat
Le 8 mai 2022, Jacques Maire n'est pas investi pour les élections législatives dans la 8e circonscription des Hauts-de-Seine par Ensemble, la coalition de partis politiques soutenant le président réélu Emmanuel Macron. L'investiture est attribuée à Prisca Thévenot, porte-parole de LREM parachutée de Seine-Saint-Denis. Annoncé comme potentiel candidat dissident, Maire déclare une dizaine de jours plus tard ne pas se présenter à ces élections,.

## Controverses

### Accusations de conflits d'intérêts
Le 25 février 2020, la députée LFI Mathilde Panot interpelle Jacques Maire, alors corapporteur du projet de loi sur la réforme des retraites, au sujet de ses plus de 300 000 euros d'actions chez l'assureur Axa, l'accusant ainsi de « conflits d'intérêts ». Il annonce saisir la déontologue de l'Assemblée nationale, Agnès Roblot-Troizier. Celle-ci déclare que ses parts dans l’entreprise spécialisée dans les produits d’épargne-retraite ne lui « interdisent pas (…) d’exercer les fonctions », tout en estimant qu'il a péché par une trop grande discrétion sur ses anciennes activités professionnelles.

### Caricatures
Le 1er décembre 2020, il porte plainte contre X pour « acte d'intimidation envers un élu public pour qu'il influence une autorité pour l'obtention de décision favorable » et « diffamation envers un dépositaire de l'autorité publique » à la suite de caricatures à son effigie publiées dans l'espace public et sur les réseaux sociaux, concernant son vote favorable à la proposition de loi relative à la sécurité globale. À la suite de cette plainte, un professeur d'histoire de l'art, militant engagé dans la défense des droits de l'homme, est convoqué au commissariat de la ville de Meudon le 17 décembre 2020.